# Lacroixite
La lacroixite è un minerale appartenente al gruppo della tilasite.